# Ayyappan
 (décembre 2016).
Si vous disposez d'ouvrages ou d'articles de référence ou si vous connaissez des sites web de qualité traitant du thème abordé ici, merci de compléter l'article en donnant les références utiles à sa vérifiabilité et en les liant à la section « Notes et références ».

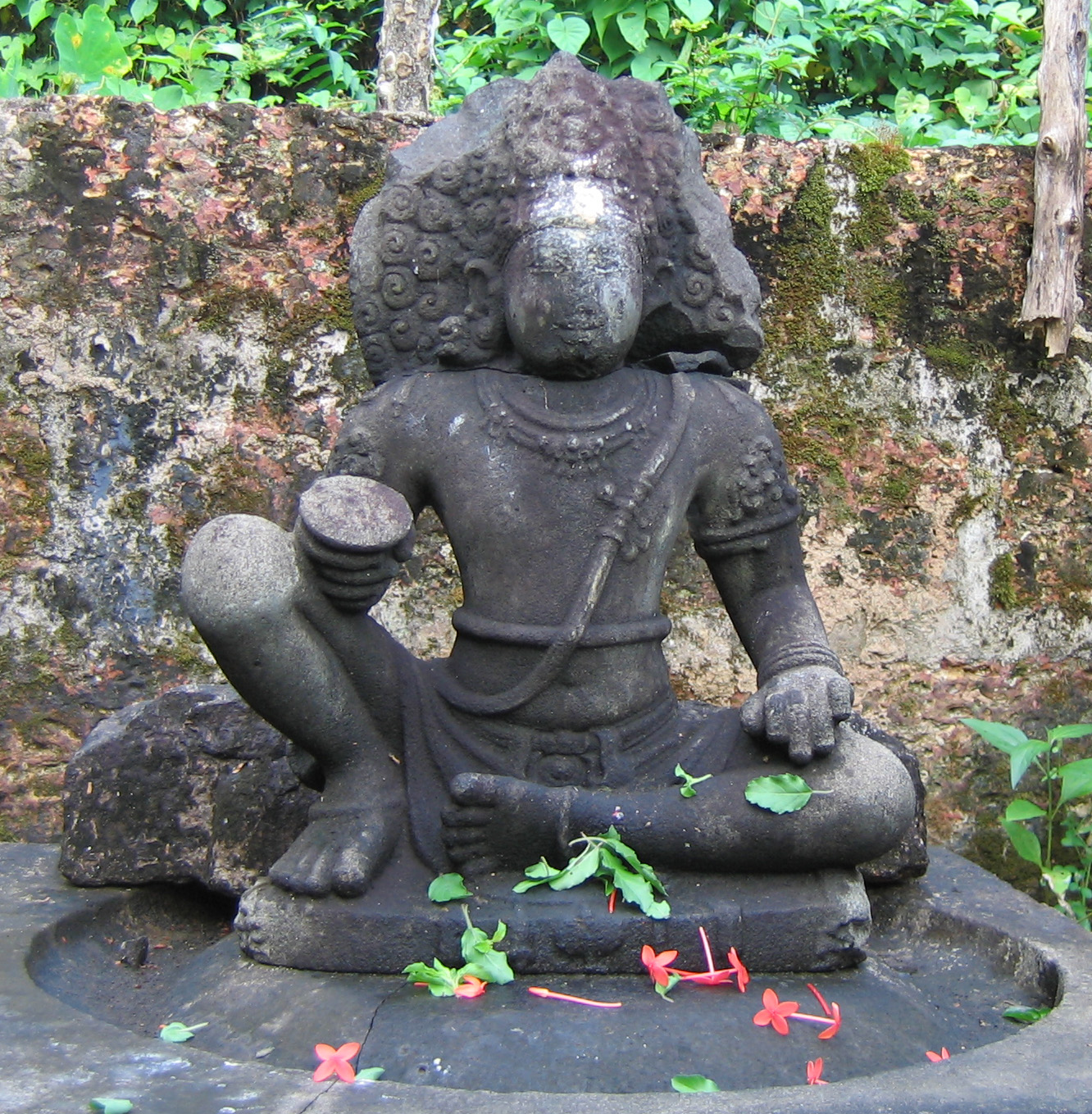
Statue d'Ayyappan au temple de Mridanga Saileswari, dans le Kerala.

Ayyappan, (Malayalam : അയ്യപ്പന്‍) est une des divinités hindoues les plus vénérées d'Inde du sud. Il est aussi connu comme Dharmaśāstā(vŭ), Hariharasuta(n), Sāthanar, Sāstan, Cāttan (du sanskrit Śāstā), Ayyanār, Natrayan, Nattarasan (Nadu+Rayan, Nadu+Arasan  = Roi du pays) et Bhūtanātha(n). Ayyappa est considéré comme né de l'union entre Kurma-Mohini (forme féminine de Vishnou) et Shiva,.
Il est révéré dans un grand nombre de lieux saints à travers l'Inde : à Kulathupuzha, au Kerala, il est adoré sous sa forme d'enfant ; à Achenkovil, conjointement avec ses épouses, Pushkala et Poorna ; et à Sabarimala, en tant qu'ascète, chaste, méditant dans la solitude pour le bienfait de toute l'humanité. Sabarimala, le plus célèbre sanctuaire d'Ayyappa en Inde, accueille chaque année en janvier plus de 50 millions de pèlerins, ce qui en fait le deuxième plus grand pèlerinage au monde.
Le nom « Ayyappan » est utilisé comme une forme respectueuse d'adresse en Malayalam, et le célèbre mantra : « Swamiye Sharanam Ayyappa » peut être directement traduit comme « Donne-moi un refuge, Ayyappa ! »

## Noms d'Ayyapa
Les prières à Ayyappan, 108 au total (Ajouter le mot Sharanam Ayyappa après chaque ligne) :
1. Swamiye
2. Harihara Suthane
3. Kannimoola Mahaa Ganapathy Bhagavaane
4. Shakti Vadivelan Sodarane
5. Maalikaippurattu Manjamma Devi Lokamathave
6. Vaavar Swamiye
7. Karuppanna Swamiye
8. Periya Kadutta Swamiye
9. Cheriya Kadutta Swamiye
10. Vana devathamaare
11. Durga Bhagavathi maare
12. Achchan Kovil Arase /Achchan Kovil Rajave
13. Anaadha Rakshagane
14. Annadhaana Prabhuve
15. Achcham Thavirpavane
16. Ambalathu Aasane
17. Abhaya Dayakane
18. Ahandai Azhippavane
19. AshtaSiddhi Dayagane
20. Andmorai Aadarikkum Deivame
21. Azhuthayil Vaasane
22. Aaryankaavu Ayyaave
23. Aapath Baandhavane
24. Ananda Jyotiye
25. Aatma Swaroopiye
26. Aanaimukhan Thambiye
27. lrumudi Priyane
28. lnalai Therppavane
29. Heha para suka daayakane
30. Irudaya kamala vaasane
31. Eedillaa inbam alippavane
32. Umaiyaval baalakane
33. Umaikku arul purindavane
34. Uzhvinai akatruvone
35. Ukkam alippavane
36. Engum niraindhone
37. Enillaa roopane
38. En kula deivame
39. En guru naathane
40. Erumeli vaazhum kiraata -Shasthave
41. Engum nirainda naada brahmame
42. Ellorkkum arul puribavane
43. Aetrumaanoorappan magane
44. Aekaanta vaasiye
45. Aezhaikkarul puriyum eesane
46. Aindumalai vaasane
47. Aiyyangal teerppavane
48. Opillaa maanikkame
49. Omkaara parabrahmame
50. Kaliyuga varadane
51. Kan.kanda deivame
52. Kambankudiku udaiya naathane
53. Karunaa samudrame
54. Karpoora jyotiye
55. Sabari giri vaasane
56. Shathru samhaara moortiye
57. Sharanaagadha rakshakane
58. Sharana ghosha priyane
59. Shabarikku arul purindavane
60. Shambhukumaarane
61. Satya swaroopane
62. Sankatam therppavane
63. Sanchalam azhippavane
64. Shanmukha sodarane
65. Dhanvantari moortiye
66. Nambmorai kaakkum deivame
67. Narttana priyane
68. Pantala raajakumaarane
69. Pambai baalakane
70. Parasuraama poojithane
71. Bhakta jana rakshakane
72. Bhakta vatsalane
73. Paramashivan puthirane
74. Pambaa vaasane
75. Parama dhayaalane
76. Manikanda porule
77. Makara jyotiye
78. Vaikkathu appan makane
79. Kaanaka vaasane
80. Kulattu puzhai baalakane
81. Guruvaayoorappan makane
82. Kaivalya padha daayakane
83. Jaati mata bhedam illathavane
84. Shivashakti Aikya svaroopane
85. Sevipparku aananda moorthiye
86. Dushtar bhayam neekkuvone
87. Devaadi devane
88. Devarkal thuyaram therthavane
89. Devendra poojitane
90. Narayanan mynthane
91. Neiabhisheka priyane
92. Pranava swaroopane
93. Paapa samhaara moorthiye
94. Paayasanna priyane
95. Vanpuli vaakanane
96. Varapradaayakane
97. Bhaagavatottamane
98. Ponambala vaasane
99. Mohini sudhane
100. Mohana roopane
101. Villan vilaali veerane
102. Veeramani kantane
103. Sadguru nathane
104. Sarva rokanivarakane
105. Sachi ananda sorupiye
106. Sarvaabheestha thayakane
107. Saasvatapadam alippavane
108. Patinettaam padikkutaiyanaadhane